# 张氏薄鳅
张氏薄鳅（学名：Leptobotia tchangi），又名寬斑薄鰍，为鳅科薄鳅属的鱼类，是中国的特有物种，由鱼类学家方炳文所发现，以中国鱼类研究先驱张春霖的姓氏命名。分布于浙江天目山和湖南沅江等。

## 扩展阅读
維基物種上的相關：张氏薄鳅